# Martjanci
Martjanci (węg. Mártonhely, prek. Martijanci) – wieś w Słowenii, gmina Moravske Toplice. 1 stycznia 2017 liczyła 524 mieszkańców.